# 2751 Кемпбелл
2751 Кемпбелл (2751 Campbell) — астероїд головного поясу, відкритий 7 вересня 1962 року.
Тіссеранів параметр щодо Юпітера — 3,501.